# Нинъэр-Хани-Ийский автономный уезд
Нинъэр-Хани-Ийский автономный уезд (кит. упр. 宁洱哈尼族彝族自治县, пиньинь Níng'ěr Hānízú Yízú zìzhìxiàn) — автономный уезд городского округа Пуэр провинции Юньнань (КНР).

## География

### Флора и фауна
В уезде встречаются редкие красные богомолы.

## История
Когда во времена империи Цин был взят курс на интеграцию национальных меньшинств в административные структуры империи, то в 1729 году была создана Пуэрская управа (普洱府); для администрирования места размещения властей управы был создан уезд Нинъэр (宁洱县). После Синьхайской революции в Китае была проведена реформа структуры административного деления, в ходе которой управы были упразднены, и поэтому в 1913 году Пуэрская управа была расформирована, а уезд Нинъэр был переименован в Пуэр (普洱县), но в 1914 году ему вернули название Нинъэр.
После вхождения провинции Юньнань в состав КНР в 1950 году был образован Специальный район Нинъэр (宁洱专区), власти которого разместились в уезде Нинъэр.
Постановлением Госсовета КНР от 2 апреля 1951 года Специальный район Нинъэр был переименован в Специальный район Пуэр (普洱专区), а уезд Нинъэр — в уезд Пуэр (普洱县).
Постановлением Госсовета КНР от 28 марта 1953 года Специальный район Пуэр был переименован в Специальный район Сымао (思茅专区), а местом размещения властей специального района стал уезд Сымао.
Постановлением Госсовета КНР от 19 октября 1957 года Специальный район Сымао был расформирован, а входившие в его состав административные единицы перешли в состав Сишуанбаньна-Дайского автономного округа.
Постановлением Госсовета КНР от 13 сентября 1960 года уезд Сымао был присоединён к уезду Пуэр.
Постановлением Госсовета КНР от 18 августа 1964 года был воссоздан Специальный район Сымао, и уезд Пуэр вернулся в его состав.
В 1970 году Специальный район Сымао был переименован в Округ Сымао (思茅地区).
Постановлением Госсовета КНР от 9 мая 1981 года уезд Сымао был вновь выделен из уезда Пуэр, и окружные власти разместились в уезде Сымао.
Постановлением Госсовета КНР от 11 июня 1985 года уезд Пуэр был преобразован в Пуэр-Хани-Ийский автономный уезд (普洱哈尼族彝族自治县).
Постановлением Госсовета КНР от 30 октября 2003 года округ Сымао был преобразован в городской округ.
Постановлением Госсовета КНР от 21 января 2007 года городской округ Сымао был переименован в городской округ Пуэр, а Пуэр-Хани-Ийский автономный уезд — в Нинъэр-Хани-Ийский автономный уезд.

## Административное деление
Автономный уезд делится на 6 посёлков и 3 волости.